# 귀스타브 (악어)
귀스타브(프랑스어: Gustave)는 부룬디의 루지지강과 탕가니카호 북쪽 해안을 중심으로 출몰하는 식인 수컷 나일악어이다. 이 악어는 최대 200~300명을 죽였다는 소문이 있다. 실제 희생자 수는 확인하기 어렵지만 전설처럼 전해져 오는 소문으로 인해 지역 주민들에게 공포의 대상으로 알려져 있다.
귀스타브라는 이름은 1990년대 후반부터 이 악어를 연구 중인 파충류학자 파트리스 페가 붙인 이름이다. 귀스타브에 대해 알려진 사실 중 대부분은 2004년 PBS에서 방영된 다큐멘터리 영화 《살인마 악어 포획하기》(Capturing the Killer Croc)가 출처이다.